# قائمة مسلسلات رمضان 2020

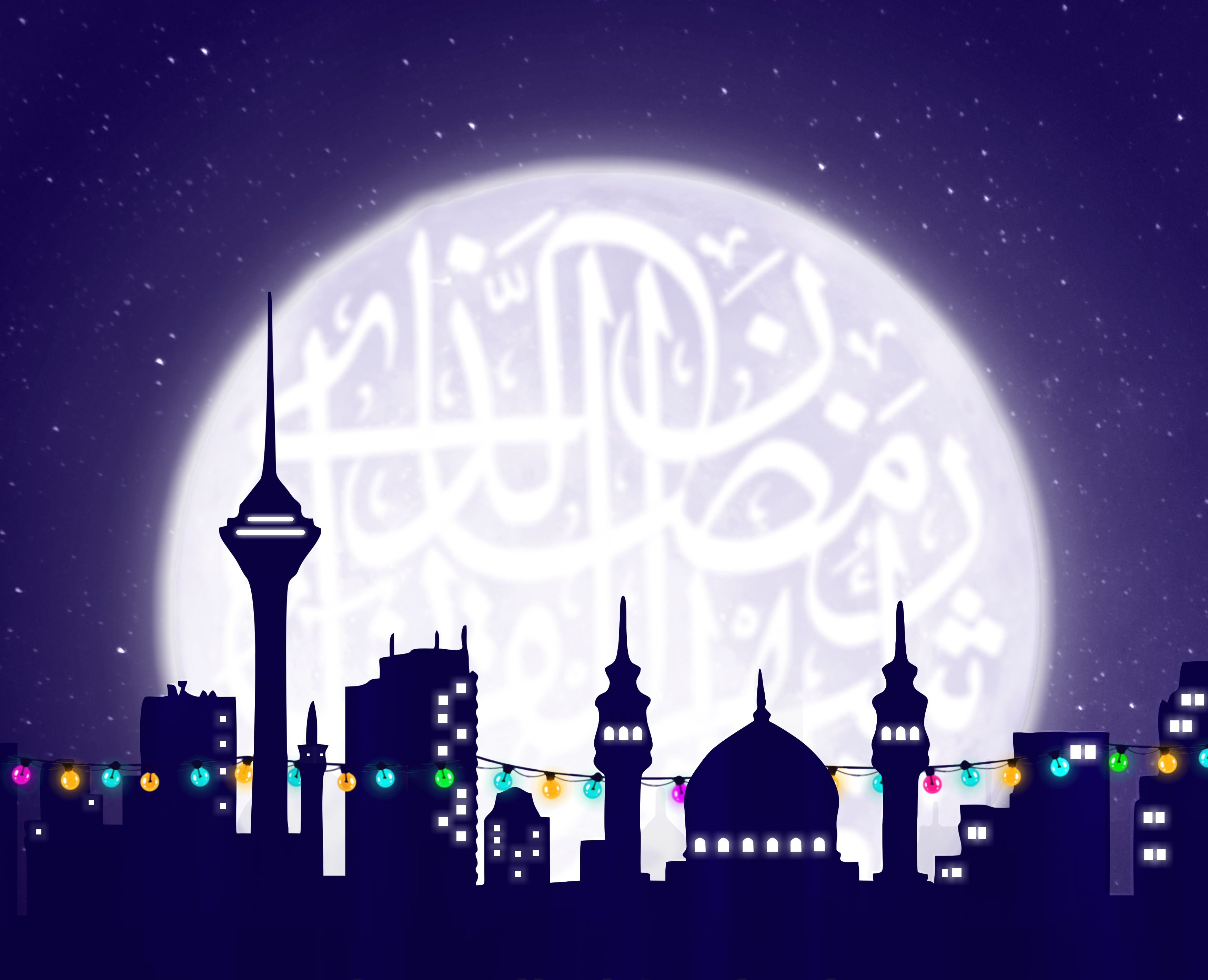
شهر رمضان شهر الخير

هذه قائمة المسلسلات التي عُرضت في رمضان 1441 هـ الموافق 2020م. بلغ عدد المسلسلات المصرية التي عُرضت في رمضان 2020 م حوالي 26 مسلسل. أنتجت شركة سينرجي وحدها نحو نصفهم. بينما وصل عدد المسلسلات السورية إلى ثمانية أعمال ما يعد تراجعًا في حجم الإنتاج عن سنوات فائتة.

## مسلسلات مصرية
| اسم المسلسل      | الجهة المنتجة            | المخرج (ة)            | الأبطال                                                                                           |
| ---------------- | ------------------------ | --------------------- | ------------------------------------------------------------------------------------------------- |
| فلانتينو         | ماجنوم                   | رامي إمام             | عادل إمام · دلال عبد العزيز · داليا البحيري · رانيا محمود ياسين · حمدي الميرغني                   |
| الفتوة           | سينرجي                   | حسين المنباوي         | ياسر جلال · رياض الخولي · دياب                                                                    |
| النهاية          | سينرجي                   | ياسر سامي             | يوسف الشريف · أحمد وفيق · عمرو عبد الجليل · محمد العمروسي · محمد لطفي · سهر الصايغ · ناهد السباعي |
| البرنس           | سينرجي                   | محمد سامي             | محمد رمضان · نور · روجينا · عبد الرحمن أبو زهرة · احمد زاهر · رحاب الجمل · محمد حاتم              |
| رجالة البيت      | سينرجي                   | أحمد الجندي           | أحمد فهمي · أكرم حسني                                                                             |
| الإختيار         | سينرجي                   | بيتر ميمي             | أمير كرارة · أحمد العوضي                                                                          |
| لعبة النسيان     | آي بروداكشنز             | أحمد شفيق             | دينا الشربيني                                                                                     |
| اتنين في الصندوق | E-prodcers               | محمد مصطفى            | حمدي الميرغني · محمد أسامة (أوس أوس)                                                              |
| ب 100 وش         | العدل جروب               | كاملة أبو ذكري        | آسر ياسين · نيللي كريم                                                                            |
| ليالينا 80       | سينرجي                   | أحمد صالح             | إياد نصار · غادة عادل · خالد الصاوي · صابرين                                                      |
| ونحب تاني ليه    | سينرجي                   | مصطفى فكري            | ياسمين عبد العزيز · شريف منير · كريم فهمي                                                         |
| شاهد عيان        | ممدوح شاهين              | محمد عبد الرحمن حماقي | حسن الرداد · بسمة · هنا شيحة · محمد لطفي                                                          |
| القمر آخر الدنيا | ستارز ميديا (شيرين مجدي) | تامر حمزة             | بشرى · مؤمن نور · عمرو عابد                                                                       |
| اللعبة           | سكرين 2000               | معتز التوني           | شيكو · هشام ماجد                                                                                  |
| جمع سالم         | إسلام المرسي             | إيمان الحداد          | زينة                                                                                              |
| خيانة عهد        | العدل جروب               | سامح عبد العزيز       | يسرا                                                                                              |
| سكر زيادة        | سيدرز آرت برودكشن        | وائل إحسان            | نادية الجندي · نبيلة عبيد · سميحة أيوب · هالة فاخر                                                |
| سلطانة المعز     |                          | محمد بكير             | غادة عبد الرازق                                                                                   |
| عمر ودياب        | سينرجي                   | معتز التوني           | علي ربيع · مصطفى خاطر                                                                             |
| فرصة تانية       | سينرجي                   | مرقس عادل             | ياسمين صبري                                                                                       |
| لما كنا صغيرين   | أرت ميكرز                | محمد علي              | ريهام حجاج · خالد النبوي · محمود حميدة                                                            |

- ونسني
- حب عمري

## مسلسلات شامية
| اسم المسلسل         | بلد العمل    | الجهة المنتجة                              | المخرج (ة)     | الأبطال                                                            |
| ------------------- | ------------ | ------------------------------------------ | -------------- | ------------------------------------------------------------------ |
| بروكار              | سوريا        | قبنض                                       | محمد زهير رجب  | عبد الهادي الصباغ · سلمى المصري · زهير رمضان · يزن خليل · سعد مينه |
| أحلى أيام           | سوريا        | ART Vision                                 | سيف الشيخ نجيب | معتصم النهار · روجينا · طلال مارديني                               |
| مقابلة مع السيد آدم | سوريا        | فونيكس آرت                                 | فادي سليم      | غسان مسعود · محمد الأحمد · رنا شميس · لجين إسماعيل                 |
| سوق الحرير          | سوريا        | ميسلون فيلم                                | بسام الملا     | بسام كوسا · سلوم حداد · كاريس بشار · هيفاء واصف                    |
| ببساطة ج2           | سوريا        | المنبر للإنتاج                             | تامر إسحاق     | باسم ياخور · فادي صبيح · نادين تحسين بك · رنا شميس                 |
| حرملك ج2            | سوريا        | كلاكيت ميديا                               | تامر إسحاق     | باسم ياخور · أحمد الأحمد · سامر المصري · صفاء سلطان · جمال سليمان  |
| حارس القدس          | سوريا        | المؤسسة العامة للإنتاج التلفزيوني والإذاعي | باسل الخطيب    | رشيد عساف                                                          |
| الساحر              | سوريا ولبنان | تلفزيون أبو ظبي وI SEE                     | محمد لطفي      | عابد فهد · ستيفاني صليبا                                           |
| كفر اللوز (الجزء 2) | فلسطين       |                                            | بشار النجار    | سعيد سعادة · أحمد أبو سلعوم                                        |

## مسلسلات خليجية
| اسم المسلسل         | بلد العمل        | الجهة المنتجة                          | المخرج (ة)        | الأبطال |
| ------------------- | ---------------- | -------------------------------------- | ----------------- | --- |
| أم هارون            | الكويت والإمارات | شركة الفهد وشركة جرناس لصالح MBC Group | محمد جمال العدل   | حياة الفهد · محمد جابر · أحمد الجسمي · سعاد علي · فخرية خميس                                                  |
| درويشيات            | الكويت           | مجموعة المرايا                         | عيسى ذياب         | عبد الناصر درويش                                                                                              |
| الكون في كفة        | الكويت           | المجموعة الفنية للإعلان                | سائد بشير الهواري | إلهام الفضالة · مرام البلوشي · محمود بوشهري                                                                   |
| بخور القصائد        | السعودية         | تلفزيون أبو ظبي                        | عمر إبراهيم       | تركي اليوسف · طلال السدر · محمد العيسى · ميلا الزهراني · زارا البلوشي                                         |
| ضرب الرمل           | السعودية         | التلفزيون السعودي                      | ماجد الربيعان     | خالد عبد الرحمن · أميرة محمد · عبد العزيز السكيرين                                                            |
| كحل أبيض            | السعودية         | شبكة أوربت شوتايم                      | محمد حشكي         | تركي اليوسف · شيماء سبت · العنود سعود                                                                         |
| مليار ريال          | السعودية         | التلفزيون السعودي                      | أسد فولادكار      | خالد الفراج · هيا الشعيبي · عبد المجيد الرهيدي                                                                |
| مخرج 7              | السعودية         | MBC Group                              | أوس الشرقي        | ناصر القصبي                                                                                                   |
| غربة البن (الجزء 2) | اليمن            | الوافي للإنتاج الفني                   | وليد العلفي       | صلاح الوافي                                                                                                   |
| سد الغريب           | اليمن            | دوت نوشن                               | هاشم حمود هاشم    | نبيل حزام · يحيى إبراهيم · نجيبة عبد الله · أماني الذماري                                                     |
| جمهورية كورونا      | اليمن            |                                        |                   | فهد القرني |
| هيا وبناتها         | الكويت           | صمود برودكشن                           | خالد راضي الفضلي  | باسمة حمادة · مشاري البلام · هند البلوشي · صمود الكندري · ريم ارحمة · إيمان فيصل · احلام حسن · عبدالله الفريح |

## مسلسلات مغاربية
| اسم المسلسل      | بلد العمل | الجهة المنتجة  | المخرج (ة)   | الأبطال                                                                                  |
| ---------------- | --------- | -------------- | ------------ | ---------------------------------------------------------------------------------------- |
| راس المحنة       | الجزائر   | ريال تايم      | ياسر عردي    | عنتر هلال · صبرينة بوقرية                                                                |
| سلمات أبو البنات | المغرب    | فاطنة بن كيران | هشام الجباري | محمد خيي · السعدية لديب · عمر لطفي · بشرى أهريش · البشير عبدو                            |
| طوندوس           | المغرب    |                | أمير الرواني | حسن الفد                                                                                 |
| ياقوت وعنبر      | المغرب    | خالد النقري    | محمد نصرات   | عزيز الحطاب · نورة الصقلي · فاطمة الزهراء قنبوع · ربيع الصقلي                            |
| السر المدفون     | المغرب    |                | ياسين فنان   | أسامة البسطاوي · سناء العلوي · عادل أبا تراب · عبد الاله عاجل · نادية كوندا · سلوى زرهان |
| الكوبيراتيف      | المغرب    |                | صفاء بركة    | محمد الخياري · عزيز الحطاب · زهيرة صديق · جميلة الهوني · ابتسام العروسي · أسامة رمزي     |